# Susan Huntington Vernon
Susan Huntington Vernon (Norwich (Connecticut) 1869 - 1946) pedagoga estadounidense. Fue una de las pioneras de la educación moderna en España en los inicios del siglo XX. Dirigió el Instituto Internacional de Madrid de 1910 a 1918 y se mantuvo relacionada con la institución hasta su muerte. También presidió la Institución Cultural Española de EE. UU. con sede en la Casa de las Españas de Nueva York inaugurada el 19 de abril de 1927 en la Universidad de Columbia.

## Biografía
Estudió en la Norwich Free Academy y en el Wellesley College. Procedía de una familia burguesa y culta afín al hispanismo. 

### Primera etapa (1895-1909)
Llegó a España en 1895 a trabajar como voluntaria en San Sebastián con Alice Gulick y tras colaborar con el traslado a Biarritz, en 1898 regresó a EE. UU. para retomar sus estudios en Wellesley que terminó en 1900. 
Poco después fue elegida para dirigir el Departamento de Pedagogía de la Universidad de Puerto Rico. Allí trabajó con escritores y educadores como Felipe Janer y Paul Gerard Miller. Fue decana del Women's College en la Universidad de Río Piedras donde entabló relación con Zenobia Camprubí un vínculo clave para entender el modo en el que luego ayudó a las jóvenes españolas seleccionadas para recibir educación en los colleges estadounidenses.
Interrumpió su carrera de gestión educativa y académica para volver a la universidad y estudiar en Columbia, Nueva York donde obtuvo el título en Master of Arts en 1909. 

### Instituto Internacional de Madrid (1910-1916)
En 1910 regresó a España para dirigir el Instituto Internacional de Madrid a propuesta de Federico de Onís, cargo que mantuvo hasta 1918 aunque dejó de residir en Madrid en 1916. 
Huntington transformó el Instituto. Desvinculó al Instituto de su origen misionero protestante y la enseñanza de la religión quedó desplazada por las de materias académicas lo que hizo que las jóvenes católicas no tuvieran problema en estudiar allí y se abriera el Instituto Internacional a un alumnado más diverso. Como reacción las iglesias evangélicas se desentendieron del apoyo económico y el Instituto comenzó a buscar apoyo en la Institución Libre de Enseñanza. También amplió el número de cursos llegando a abarcar desde preescolar hasta el fin del bachillerato y programas de preparación con Magisterio, Bachillerato, Conservatorio y educación en inglés. A partir de 1917 apoyó de forma decisiva la colaboración del Instituto con la Junta para la Ampliación de Estudios que se materializó en el Instituto Escuela y la Residencia de Señoritas, lo que supuso el inicio de una nueva etapa en la trayectoria del Instituto Internacional. En 1916 regresó a EE. UU. y como miembro de la Junta Directiva del Instituto siguió participando activamente en la institución hasta su muerte.

#### Pedagogía
Mantuvo de Alice Gulick su afán por acercar alumnas y maestras para un aprendizaje que se beneficie de la convivencia, pero añadió elementos de eficacia con la simbiosis entre los aspectos técnicos y humanísticos en la educación. A partir de experiencias realizadas en países como Reino Unido, Alemania y Estados Unidos, el modelo de Huntington dio la espalda a la estructura organizativa de las enseñanzas de tradición francesa algunos de cuyos elementos, lastrados por el inmovilismo y tradicionalismo católico, habían ahormado la educación de las mujeres españolas durante décadas. La flexibilidad de la conjunción entre saberes humanísticos y técnicos propondría modos de aprender adaptables al estudiante, hombre o mujer, encaminados a una mayor eficacia o rendimiento en su particular vida laboral.

### Regreso a Estados Unidos (1916-1946)
En 1919 se casó con Howard Wills Vernon e impulsó el intercambio educativo entre España y Estados Unidos.
En 1925 fue elegida miembro del Hispanic Institute of the United States, Instituto de las Españas en Nueva York, fundado en 1920 en la Universidad de Columbia y que, entre muchas otras actividades, comenzó a editar la Revista Síntesis (1928) o la Hispanic American Historical Review (1928). 
En enero de 1927 se fundó el Departamento de Estudios Hispánicos de Columbia, dirigido por Federico de Onís y en el que también estaban Ramón Menéndez Pidal y Tomás Navarro Tomás como director y secretario del Centro de Estudios Históricos. Integraron el Consejo Ejecutivo profesores de diferentes centros norteamericanos y Susan Huntington que presidía la Institución Cultural Española en EE. UU. Dependiente del Instituto, fue inaugurada el 19 de abril de 1927 en un acto en el que participó María de Maeztu, Tomás Navarro Tomás y Onís. En 1930 la Institución Cultural se instaló en la recién fundada Casa de las Españas en Nueva York.
El trabajo de Huntington fue, además de académico, de difusión del hispanismo. Sus vínculos con los referentes de la cultura española durante la II República y la Guerra Civil, y más tarde con los miembros del exilio americano no son pocos y mantuvo correspondencia con intelectuales como el poeta Pedro Salinas, en este caso entre los años 1938 y 1940. Lejos de España siguió contribuyendo con donativos privados a la Residencia de Señoritas de Madrid entre 1930 y 1932. 
En 1932 recibió un homenaje por parte de la Junta para la Ampliación de Estudios por su apoyo "material y moral" a la fundación de la Residencia de Señoritas, en cuyo acto realizado en la sede de Fortuny 53 de Madrid se bautizó el edificio con el nombre de Casa Susana Huntington.
Colaboró con el Journal of the American Association of University Women (1934) y fue representante de la asociación en el AAUW Women's National Radio Committee y fue referida en Women of Today (1925).
Durante la guerra civil española la casa de Susan Huntington en Brooklyn (Nueva York) fue un refugio para exiliados españoles.
En 1941 fue distinguida con el título de Doctora Honoris Causa de la Universidad de Puerto Rico.
También en 1941 fue instituido un premio que lleva su nombre (el Susan Huntington Vernon Prize) en el Columbia College para reconocer el trabajo de las jóvenes investigadoras en temas del hispanismo, por sus aportaciones al estudio de las culturas hispanas y las lenguas española y portuguesa. El galardón fue y es aún otorgado por el Departamento de Estudios Latinoamericanos y Culturas Ibéricas y el Hispanic Institute de la Universidad de Columbia.
Durante la II Guerra Mundial participó en numerosas actividades solidarias. Falleció en Estados Unidos en 1946.